# Macro-sioux
La família lingüística macro-siux és una hipòtesi conjecturada que les llengües sioux, les iroqueses, les caddo i el yuchi estan més estretament relacionades entre si, que amb altres grups veïns, i que es remuntarien a una protollengua comuna de la qual derivarien aquests quatre grups.

## Introducció
La majoria d'americanistes especialistes en aquestes llengües consideren feble l'evidència a favor d'aquesta hipòtesi, encara que plausible. En 1951, Sapir va suggerir que les llengües caddo i les llengües iroqueses estaven llunyanament emparentades. W. L. Chafer (1973, 1976) va aportar certa evidència en favor d'aquest parentiu, incloent en aquesta relació també a les llengües sioux. Posteriorment es va suggerir que el yuchi també podria estar relacionat remotament amb el sioux i, per tant, amb les altres llengües macro-sioux.

## Evidència
1. Chafe esmenta que en les llengües caddo un nom en la seva forma neutral té un sufix (similar a un absolutiu) quan el nom no porta cap altre sufix més. La forma exacta d'aquest sufix varia d'una llengua a una altra però té formes clarament relacionades /-uʔ, -ʔa, -ʔuh/. Aquest autor relaciona aquest sufix amb el que tenen algunes llengües iroqueses amb una funció similar que generalment té la forma /-ʔa/
2. Chafe suggereix que el sufix locatiu reconstruït pel proto-caddo /*-yih/ podria estar relacionat amb el locatiu de l'iroquès /*-neh/.
3. L'inventari consonàntic del proto-nordiroquès i el proto-caddo són bàsicament iguals (excepte pel fet que el primer posseeix /*kʷ/ en comptes de /*p/). El sistema del proto-siux conté una nasal addicional /*m/, dues fricatives addicionals /*š, *x/ i una africada menys /*ʦ/.
4. En el sistema verbal els prefixos de persona en els verbs, alguns sufixos aspectuals semblen comparables en les llengües caddo i les llengües iroqueses.[1]
5. Les marques de plural en entitats animades semblen també comparables en caddo o iroquès.

## Història
En el segle xix, Robert Latham suggerí que les llengües sioux estan relacionades amb les caddo i les iroqueses. El 1931 Louis Allen va presentar la primera llista de les correspondències sistemàtiques entre un conjunt de 25 elements lèxics en sioux i iroquès. En els anys 1960 i 1970, Wallace Chafe va estudiar més a fons el vincle entre les llengües sioux i caddo. En la dècada de 1990 Marianne Mithun va comparar la morfologia i la sintaxi de totes les tres famílies. Actualment, la hipòtesi Macro-Sioux no és universalment acceptada com a provada.